# Скобелев, Эдуард Мартинович
Эдуа́рд Марти́нович Ско́белев (бел. Эдуард Марцінавіч Скобелеў; 8 декабря 1935, Минск, Белорусская ССР, СССР — 24 октября 2017, Минск, Беларусь) — советский и белорусский писатель, публицист, поэт, литературовед, критик. Член Союза писателей СССР с 1970 года. Заслуженный деятель культуры Республики Беларусь (1996).

## Биография
Родился в Минске в семье военного инженера-строителя. В 1959 году окончил западный факультет МГИМО. Находился на дипломатической службе, работал в аппарате ЦК КПБ, заместителем директора международного центра Академии управления при Совмине РБ, в Белорусском институте информации и прогноза при Администрации президента РБ, главным редактором «Информационного бюллетеня Администрации Президента Республики Беларусь».
Лауреат Государственной премии Республики Беларусь (1998).
В 1990 году подписал «Письмо 74-х».
После избрания президентом Беларуси Александра Лукашенко становится его активным сторонником. Один из инициаторов объединения белорусских литературных журналов «Полымя», «Маладосць», «Нёман», «Крыніца», «Всемирная литература» в единый литературный холдинг.
Жил в Минске.

## Творчество
Первые произведения опубликованы в 1964 году, в 1969 году вышла первая стихотворная книжка Э. Скобелева «Дорога». В дальнейшем обратился к исторической литературе: роман «Мирослав ― князь дреговичский» (1979), написанный стилизованным старославянским языком; роман «Катастрофа» (1984), дающий одну из версий Третьей мировой войны; роман «Свидетель» (1987) ― о придворных интригах времён Петра III и их причинах; роман «Беглец» (1989) ― о чернобыльских событиях; роман «Гефсиманский сад» (1993) ― версия пришествия Христа; «Посещение царём Иваном Васильевичем Тригорского дьявола» ― о проблемах современного общества; повесть «Тимофий, князь Суражский» — об эпохе рыцарей и торговцев; публицистический роман «Завещание Сталина» (2003). Популярны в Беларуси детские книги Э. Скобелева: «Приключения Арбузика и Бебешки», «В стране зеленохвостых», «Удивительные приключения барина Дыли и его друзей Чосека и Гонзасека» и др. Автор литературоведческих статей о Валентине Катаеве, Чингизе Айтматове и др.
Русскоязычные еврейские СМИ считают публицистические статьи Скобелева антисемитскими.

### Художественная проза
- «Шаги за твоей спиной» (роман, 1971)
- «Мирослав — князь дреговичский» (роман, 1979)
- «Катастрофа» (роман, 1984)
- «Свидетель (Записки капитана Тимкова)» (1987)
- «Беглец» (роман, 1989)
- «Филиппыч» (1989)
- «Николка и балаган» (1989)
- «Невинную душу отнять» (1989)
- «Гефсиманский сад» (роман, 1993)
- «Прыжок дьявола» (роман, 2001)
- «Государь мой, куда Вы спешите? Афоризмы и суждения» (2001)
- «Завещание Сталина» (роман, 2003)
- «Пересечение параллельных» (роман, 2003)
- «Минская тетрадь» (роман, 2008)

### Произведения для детей
- «Необыкновенные приключения Арбузика и Бебешки» (1985)
- «Пацаны купили остров» (1989)
- [www.lib.ru/RUFANT/SKOBELEW_E/vlvrem.txt «Властелин времени» (1992)]
- «Удивительные приключения пана Дыли и его друзей, Чосека и Гонзасека» (1996)

### Публицистика
- Скобелев, Э. М. Из дневника белорусского дипломата //Наш современник.— № 12. — 2004
- Скобелев, Э. М. Если славяне выступят… //Наш современни. — № 3. — 2003
- Скобелев, Э. М. «Чёрный» интернационал и трансформация мира //Наш современни. — № 12. — 2006
- Скобелев, Э. М. Человека нет, а галоши — целые (часть 1) // Русский вестник от 18.08.2007
- Скобелев, Э. М. Человека нет, а галоши — целые (часть 2) // Русский вестник от 20.08.2007
- Скобелев, Э. М. Спорное и бесспорное в национальном вопросе // Русский вестник от 7.08.2007

### Рецензии на произведения Э. М. Скобелева
- Евменов, Л. Когда отнято будущее / Л. Евменов // Неман. — 1979. — № 9. — С. 171—174. — Рец. на кн.: Скобелев, Э. М. Маятник надежды : роман / Э. М. Скобелев. — Минск : Маст. літ., 1978. — 269 с.
- Кабаковіч, А. Зоркі свецяць усім / А. Кабаковіч // Полымя. — 1985. — № 3. — С 215—217. — Рэц. на кн.: Скобелев, Э. М. Из тьмы светлеющие лики : драмы / Э. М. Скобелев. — Минск : Маст. літ., 1983. — 205 с.
- Коршуков, Е. Всему свой час / Е. Коршуков // Неман. — 2005. — № 9. — С. 190—193. — Рец. на кн.: Скобелев, Э. М. Рассказы разных лет / Э. М. Скобелев. — Минск : Маст. літ., 2005. — 341 с.
- Мешкова, Л. О Чернобыле / Л. Мешкова // Слово. — 1991. — № 6. — С. 73. — Рец. на кн.: Скобелев, Э. М. Беглец : роман / Э. М. Скобелев. — Минск : Маст. літ., 1989. — 364 с.
- Перевезенцев, С. Страничка истории / С. Перевезенцев // Молодая гвардия. — 1987. — № 10. — С. 279—282. — Рец. на кн.: Скобелев, Э. М. Свидетель : роман / Э. М. Скобелев // Неман. — 1986. — № 5. — С. 48-117 ; № 6. — С. 50-119.
- Солодовников, С. Прозревшие и обреченные / С. Солодовников // Неман. — 1985. — № 8. — С. 172—173. — Рец. на кн.: Скобелев, Э. М Катастрофа : роман / Э. М. Скобелев. — Минск : Маст. літ., 1984. — 347 с.
- Сташкевіч, М. У пошуках праўды гісторыі / М. Сташкевіч // ЛіМ. — 1987. — 16 кастр. — С. 6-7. — Рэц. на кн.: Скобелев, Э. М. Свидетель: (записки капитана Тимкова) : роман / Э. М. Скобелев. — Минск : Маст. літ., 1987. — 302 с.
- Сташкевич, Н. Дреговичи: легенда и быль / Н. Сташкевич // Неман. — 1980. — № 12. — С. 172—175. — Рец. на кн.: Скобелев, Э. М. Мирослав, князь Дреговичский : дума о минувшем / Э. М. Скобелев. — Минск : Маст. літ., 1979. — 428 с.
- Суслов, А. А. Сказание от Тимофея / А. А. Суслов // Неман. — 2006. — № 11. — С. 196—198. — Рец. на кн.: Скобелев, Э. М. Исцеление в Хиерополе (хроника событий от Тимофея Суражского) / Э. М. Скобелев // Неман. — 2006. — № 6. — С. 3-85.
- Штыхаў, Г. Пра час далекі, летапісны / Г. Штыхаў // Беларусь. — 1980. — № 4. — С. 30-31. — Рэц. на кн.: Скобелев, Э. М Мирослав, князь Дреговичский : дума о минувшем / Э. М. Скобелев. — Минск : Маст. літ., 1979. — 428 с.
- Юдзін, У. Невясёлыя прыгоды капітана Цімкова / У. Юдзін // ЛіМ. — 1986. — 29 жн. — С 7. — Рэц. на кн.: Скобелев, Э. М. Свидетель: записки капитана Тимкова: роман / Э. М. Скобелев // Неман. — 1986. — № 5. — С. 48-117 ; № 6. — С. 50-119.
- Юдин, В. Истории трагические строки / В. Юдин // Полит. собеседник. — 1991. — № 2. — С. 60-62. — Рец. на кн.: Скобелев, Э. М. Беглец : роман / Э. М. Скобелев. — Минск : Маст. літ., 1989. — 364 с.

## Экранизации
- 1986 — «Полёт в страну чудовищ (по мотивам фантастической повести-сказки Необыкновенные приключения Арбузика и Бебешки») (реж. Владимир Бычков, «Беларусьфильм»).